# Thorelliola glabra
Thorelliola glabra là một loài nhện trong họ Salticidae.
Loài này thuộc chi Thorelliola. Thorelliola glabra được Gardzinska & Patoleta miêu tả năm 1997.